# Littérature dans la Mayenne
Dans la littérature née de la Mayenne, on trouve des talents enfouis soit par conformisme avec leur époque, comme le  lamartinien Charles Loyson, ou encore Frédéric Lefèvre, André Bellessort, ou se plaçant dans la filiation des Lumières comme Volney, ou René Etiemble, par un caractère moderne, savant et passionné de leur recherche. Ils sont attachés à leur terroir comme Marcel Cheurin, ou Jean-Loup Trassard. Ils sont en révolte comme Alain Gerbault, le goût de l'évasion et du voyage avec François Pyrard ou encore Marin-Marie, avec des caractères originaux comme Alfred Jarry ou encore Jean Lahougue, pour la pédagogie avec Augustine Tuillerie, ou Jean-Marie Guyau, la liberté de l'esprit critique échappant à tous les conformismes.
Dans cette liste non exhaustive figurent également les auteurs d'œuvres dites régionalistes, qui se sont consacrés à l'étude du département et de l'ancienne province du Maine.

## Auteurs mayennais

### XVeetXVIesiècles
- Jérôme d'Avost
- Julien Beré
- Guillaume Bigot
- Robert Girard
- Pierre Le Baud
- Guillaume Le Doyen
- Jean Le Frère
- Pierre Hennier
- Yves de Magistri
- Jean Porthaise
- David Rivault de Flurence

### XVIIe,XVIIIesiècle
- Claude Allard
- Mademoiselle Archambault
- Nicolas Archange
- François Arnoul
- Nicolas Asseline
- Yves Bachelot
- Jean Bahier
- Jacques Barbeu-Dubourg
- Nicolas Baudoin
- Michel Bauldry
- Pierre Billard
- Louis Bottu
- César Egasse Du Boulay
- Louis Bourlier
- Pierre-Jérôme Chatizel
- François-Alexandre de la Chenaye-Aubert
- Nicolas Coquelin
- Claude-Henri Couanier des Landes
- Pierre-Ulric Dubuisson
- Jean-Jacques Garnier
- Urbain Grandier
- Louis Gruau
- Bernard Guyard
- Daniel Hay du Chastelet
- Paul Hay du Chastelet
- Paul Hay du Chastelet, fils
- Julien Hayneufve
- Lancelin (poète)
- Daniel Le Hirbec
- Julien Loriot
- Jean Louail
- François Pyrard
- René-Antoine Ferchault de Réaumur
- David Rivault
- François-Marie Robert-Dutertre
- Daniel Tauvry
- Michel Tronchay

### XIXesiècle
- Robert-Julien Billard de Vaux
- Jean-Baptiste Bouvier
- Pierre-Jean Bréheret
- Jean-Baptiste-Denis Bucquet
- Louis Duchemin
- Paul Flatters
- Ferdinand de Géramb
- Modeste Gruau de la Barre
- Ambroise Guillois
- Pierre Guyard
- Jean-Marie Guyau
- Alfred Jarry
- Napoléon Landais
- Jean Le Fèvre de Cheverus
- Louis Lemercier de Neuville
- Charles Loyson
- Jacques Robert
- Esprit-Adolphe Segrétain
- Charles-Guillaume Sourdille de la Valette
- Augustine Tuillerie
- Georges de Villebois-Mareuil
- Volney

### XXesiècle(avant 1945)
- Alphonse-Victor Angot
- Francis Bayer du Kern
- André Bellessort
- Guy Chantepleure
- Francis Delaisi
- Lucie Delarue-Mardrus
- Alain Gerbault
- Félix Grat
- Grosse-Duperon
- Frédéric Lefèvre
- Paul Lintier
- Jules Renard
- Jules Trohel
- Paul Yorel

### XXesiècle(après 1945)
- Jean-François Chabrun
- Madeleine-Anna Charmelot
- Marcel Cheurin
- Suzanne Duchâtel-Bidault
- René Etiemble
- Paul-Louis Férard
- Max Ferré
- Jean Grangeot
- Hélène Grégoire
- Eugène Ionesco
- Marius Lepage
- Marin-Marie
- Marie-José Rioux

### Époque contemporaine
- Marc Alpozzo
- Anne-Marie de Backer
- Guy Benoît
- Anne Bernet
- Bernard Bonnejean
- Olivier Bourdelier
- Philippe Conseil
- Michel Denis
- Antoine de la Garanderie
- Stéphane Hiland
- Raphaël Juldé
- Jean Lahougue
- Bernard Lamarche-Vadel
- Monique Leroux Serres
- François Pédron
- Pascal Rannou
- Jean-Jacques Reboux
- Patrice Repusseau
- Jean-Yves Reuzeau
- Suzanne Sens
- Jean-Loup Trassard
- Emmanuel de Waresquiel

## Auteurs régionalistes
- Société d'archéologie et d'histoire de la Mayenne
- XVIe siècle : Guillaume Le Doyen
- XVIIe siècle : Jean-Baptiste de Goué -  Gilles Ménage - Pierre Trouillard de Montferré
- XVIIIe siècle : Pierre-François Davelu - Jean-Baptiste Guyard de la Fosse - Jacques Le Blanc de la Vignolle - André René Le Paige - Charles Maucourt de Bourjolly
- XIXe siècle : Alphonse-Victor Angot - Marquis de Beauchêne - Emmanuel Marie Félix Chiron du Brossay - Amand Dagnet - Narcisse Henri François Desportes - Jacques Duchemin des Cépeaux - François-Augustin Gérault - Grosse-Duperon - Ernest Laurain - Pierre-Jean Le Corvaisier - Jules Le Fizelier - Joseph Maillard - Jean-François Marquis-Ducastel - Louis-Julien Morin de la Beauluère - Louis Morin de La Beauluère - Guillaume-François d'Ozouville - Dom Piolin - Pierre Renouard - Léon de La Sicotière - Robert Triger - Charles Trouillard
- XXe siècle : Jean André - Joseph Bisson - Augustin Ceuneau - Paul Delaunay - Louis de Farcy - Paul de Farcy - Joseph Hamon - Stéphane Hiland - Chanoine Picquenard - Armand Tanton